# Dorothy Reed Mendenhall
Dorothy Reed Mendenhall, geboren als Dorothy Mabel Reed (Columbus, Ohio, 22 september 1874 – Chester, Connecticut, 31 juli 1964), was een vooraanstaande Amerikaanse arts gespecialiseerd in cytopathologie. In 1901 ontdekte ze dat de ziekte van Hodgkin geen vorm van tuberculose was, door de ontdekking van de karakteristieke reed-sternbergcellen. Dorothy Reed Mendenhall was een van de eerste vrouwen die afstudeerde aan de Johns Hopkins University School of Medicine, en een van de eerste professioneel opgeleide vrouwelijke artsen.

## Jeugd
Dorothy Reed Mendenhall was het derde kind van schoenmaker William Pratt Reed (1839 – 1880) en diens echtgenote Ellen Grace Kimball (1845 – 1911). Haar broer en zus waren William Kimball und Elizabeth Adeline. Zij behoorde tot een lange reeks van destijds vooraanstaande familieleden. Alle vier de overgrootouders van de Mendenhall-familie, de Kimballs, Reeds, Talcotts en de Temples konden hun oorsprong terugvoeren tot het jaar 1630 in de regio New England. Zij bezaten documenten die hun afkomst tot aan dat jaar terugvoerden en die aantoonden dat zij zich verdienstelijk hadden gemaakt bij het stichten van de nieuwe staten van de toekomstige Verenigde Staten.
Dorothy Reed Mendenhall groeide de eerste jaren op bij haar grootmoeder, ze volgde kunstlessen aan de Columbus Art High School en later, aan het einde van de jaren 80 van de 19e eeuw, kreeg zij ook privéles van Anna Gunning. In 1891 begon zij haar eerste officieel erkende opleiding aan het Smith College die zij vier jaar later met de academische graad van Bachelor of Laws afrondde. Tijdens haar laatste studiejaar had haar familie financiële problemen en Dorothy kreeg een steeds grotere rol bij de financiële ondersteuning van haar familie.

## Werk en onderzoek
Om financiële redenen besloot ze naar de nieuw geopende Johns Hopkins University Medical School te gaan. Dit was een van de eerste die ook vrouwen toeliet. Hier begon zij een medische carrière. Om haar opleiding te voltooien bracht zij tussen 1895 en 1896 een jaar door aan het Massachusetts Institute of Technology alvorens zij in 1896 naar de Johns Hopkins University Medical School overstapte. Vanaf de zomer van 1898 werkt ze voor het US Naval Hospital waar zij in het Brooklyn Navy Yard Hospital oorlogsgewonden uit de Spaans-Amerikaanse Oorlog verzorgde. Dorothy Mabel studeerde als vierde van haar jaar af en ging vervolgens in het Johns Hopkins Hospital onder dr. William Osler aan het werk.
In het jaar daarna sloot zij zich als medewerker bij het pathologisch instituut van William Henry Welch aan. In deze tijd gaf ze colleges over bacteriologie, begeleidde zij autopsies en deed zij onderzoek op het gebied van de ziekte van Hodgkin. Hierbij bekeek zij de eerste symptomen van de ziekte en haar resultaten lieten zien dat deze ziekte geen vorm van tuberculose was. Haar werk werd in 1902 gepubliceerd en leverde haar internationale erkenning op. Zo werd het betreffende celtype naar haar genoemd: reed-cel of sternberg-reed- of reed-sternbergcel.
Tijdens haar tijd in het Johns Hopkins Hospital had zij een zeer turbulente relatie met de patholoog dr. William MacCallum die zij na enige tijd verbrak. Deze ontwikkeling zou ertoe hebben geleid dat zij de overstap naar het New York Infirmary for Women and Children maakte en daar de eerste kinderarts aan het Babies Hospital in New York werd.
In januari 1903 overleed Dorothy’s zus Elizabeth en nam zij ook de financiële zorg van haar kinderen William, Dorothy en Henry Furbish die negen, zeven en zes waren op zich.

## Gezinsleven
Op 14 februari 1906 trouwde ze in Talcottville, New York met de gepromoveerde wetenschapper professor Charles Elwood Mendenhall (1872 – 1935), zoon van de gewaardeerde natuurkundige Thomas Corwin Mendenhall en diens echtgenote Susan Allen Marple. Zijn voorouders waren quakers uit Pennsylvania en grondleggers uit Delaware. Zijn wortels zijn bovendien terug te voeren tot de tijd waarin het koloniale New York werd gesticht. Charles ging na hun wittebroodsweken in Europa weer aan het werk als natuurkundige aan de Universiteit van Wisconsin, Dorothy zette haar werkzaamheden niet voort omdat zij in verwachting was.
Op 19 februari 1907 werd hun eerste kind Margaret geboren, zij overleed na kort haar geboorte. Dorothy leed nog lang onder de psychische gevolgen hiervan. Haar tweede kind Richard bleef na de geboorte in leven, maar kwam in november 1910 op tweejarige leeftijd om het leven na een val van het dak van het huis waarin het gezin woonde. De dood van haar beide kinderen en het onverwachte overlijden van haar moeder zorgden ervoor dat zij gedeeltelijk depressief werd.
Twee volgende kinderen, Thomas Corwin Mendenhall II ( 1910) en John Talcott Mendenhall (1913), groeiden gezond op. Thomas ging in Harvard studeren, John aan de Yale-universiteit.

## Tweede carrière
In 1914 pakte zij haar tweede carrière weer op. Zij kreeg een baan als docent bij de sectie Home Economics aan de Universiteit van Wisconsin. Als gevolg van het noodlot dat zij zelf had doorstaan, wijdde zij haar werk aan de gezondheid van jonge moeders en pasgeborenen. De nadruk lag op prenataal onderzoek en op de voeding van pasgeborenen. Haar onderwijs leverde al snel resultaat op en Madison werd destijds de stad in de Verenigde Staten met de laagste zuigelingensterfte. Als waardering voor haar werk kreeg zij benoemingen aan de Universiteit van Chicago en aan het Utah State Agricultural College.
Dorothy’s man werkte tijdens de Tweede Wereldoorlog voor de Amerikaanse regering in Washington, Dorothy werd zelf aangenomen door het U.S. Childrens Bureau. Van 1917 tot 1936 deed zij onderzoek naar oorlogswezen in België en Frankrijk. Daarnaast deed ze onderzoek naar de voeding van kinderen in Engeland.
In 1926 bracht zij een bezoek aan Denemarken om daar de zuigelingensterfte in Denemarken met die in de Verenigde Staten te vergelijken. Geïnspireerd door de resultaten werd zij een voorstander van bevallingen waarbij geen medisch ingrijpen nodig is.
Nadat Dorothy’s echtgenoot in augustus 1935 overleed, vereenzaamde zij en verweet zij haar kinderen steeds weer dat zij haar verwaarloosden. Thomas en John namen haar evenwel op in hun gezinnen terwijl Dorothy bleef werken en tegelijkertijd haar dominantie in de familie behield en deels zelfs versterkte.

## Levenseinde
In de vroege jaren 60 verslechterde haar gezondheidstoestand. Ondanks vele ziekenhuisopnamen bleef zij tot 1963 zelfstandig.
Dorothy Reed Mendenhall overleed op 31 juli 1964 in Chester, Connecticut aan de gevolgen van een hartaandoening. Ze ligt begraven op Forest Hill Cemetery in Madison.

## Publicaties
- (en) Dorothy Mabel [Reed] Mendenhall, Elva Lucile Bascom (red.) (1918). Child Welfare: Selected List of Books and Pamphlets. American medical association.
- (en) Mendenhall, Dorothy Mabel (Reed) (1926). Milk: The Indispensable Food for Children. Washington: U.S. Dept. of Labor, Children’s Bureau.
- (en) Mendenhall, Dorothy Reed (1928). What is Happening to Mothers and Babies in the District of Columbia?. Washington: U.S. Dept. of Labor.